# Chelidae
Le Chelidae Gray, 1825 sono una famiglia di rettili dell'ordine delle Testudines.

## Tassonomia
Comprende i seguenti generi e specie:
- Genere: Acanthochelys
  - Acanthochelys macrocephala
  - Acanthochelys pallidipectoris
  - Acanthochelys radiolata
  - Acanthochelys spixii
- Genere: Chelodina
  - Chelodina burrungandjii
  - Chelodina canni
  - Chelodina colliei
  - Chelodina expansa (Tartaruga gigante collo di serpente)
  - Chelodina longicollis (Tartaruga lungocollo comune)
  - Chelodina mccordi (Tartaruga collo di serpente di Roti)
  - Chelodina novaeguineae
  - Chelodina parkeri
  - Chelodina pritchardi
  - Chelodina reimanni
  - Chelodina rugosa
  - Chelodina steindachneri (Tartaruga di Steindachner)
- Genere: Chelus
  - Chelus fimbriata (Mata mata)
  - Chelus orinocensis (Mata mata dell'Orinoco)
- Genere: Elseya
  - Elseya albagula
  - Elseya branderhorsti
  - Elseya dentata (Tartaruga azzannatrice dell'Australia settentrionale)
  - Elseya irwini
  - Elseya lavarackorum
- Genere: Elusor
  - Elusor macrurus
- Genere: Emydura
  - Emydura macquarrii (Tartaruga gapo-grosso)
  - Emydura sublobosa (Tartaruga orecchie rosse a collo corto)
  - Emydura tanybaraga
  - Emydura victoriae
- Genere: Hydromedusa
  - Hydromedusa maximiliani
  - Hydromedusa tectifera (Tartaruga collo di serpente)
- Genere: Mesoclemmys
  - Mesoclemmys dahli
  - Mesoclemmys gibba
  - Mesoclemmys heliostemma
  - Mesoclemmys hogei
  - Mesoclemmys nasutus
  - Mesoclemmys perplexa
  - Mesoclemmys raniceps
  - Mesoclemmys tuberculatus
  - Mesoclemmys vanderhaegei
  - Mesoclemmys zuliae
- Genere: Myuchelys
  - Myuchelys bellii
  - Myuchelys georgesi
  - Myuchelys latisternum
  - Myuchelys novaeguineae
  - Myuchelys purvisi
- Genere: Phrynops
  - Phrynops geoffroanus (Tartaruga di Geoffroy)
  - Phrynops hilarii (Tartaruga di Hilary)
  - Phrynops tuberosus
  - Phrynops williamsi
- Genere: Platemys
  - Platemys platycephala (Tartaruga girocollo)
- Genere: Pseudemydura
  - Pseudemydura umbrina (Tartaruga di palude occidentale)
- Genere: Rheodytes
  - Rheodytes leukops (Tartaruga del fiume Fitzroy)
- Genere: Rhinemys
  - Rhinemys rufipes